# Воскресенцы (Пермский край)
Воскресенцы — деревня в Лысьвенском городском округе Пермского края России.

## Географическое положение
Деревня расположена в южной части Лысьвенского городского округа на расстоянии примерно 12 километров на восток-юго-восток от посёлка Кормовище.

## История
Известна с 1869 года как выселок Воскресенский. Предположительно основан выходцами из села Воскресенск Карагайского района.
С 2004 до 2011 года деревня входила в Новорождественское сельское поселение Лысьвенского муниципального района.

## Население
| 2010 |
| ---- |
| 77   |

Постоянное население составляло 100 человек (95 % русские) в 2002 году, 77 человек в 2010 году.

## Климат
Климат умеренно континентальный. Среднегодовая температура воздуха равна: +1,7 °C; продолжительность безморозного периода: 165 дней; средняя мощность снегового покрова: 50 см; средняя глубина промерзания почвы: 123 см. Устойчивый снежный покров сохраняется с первой декады ноября по последнюю декаду апреля. Средняя продолжительность снежного покрова 160—170 дней. Средняя из наибольших декадных высот снежного покрова за зиму — 50 см. Средняя максимальная температура самого жаркого месяца: +24,4 °C. Средняя температура самого холодного месяца: −17,4 °C.